# Okręty podwodne typu Clorinde
Okręty podwodne typu Clorinde – francuskie oceaniczne okręty podwodne z czasów I wojny światowej i okresu międzywojennego. W latach 1910–1917 w stoczni Arsenal de Rochefort zbudowano dwa okręty tego typu. Jednostki weszły w skład Marine nationale w latach 1916–1917. Okręty służyły podczas wojny na wodach kanału La Manche i Atlantyku, a z listy floty zostały skreślone w roku 1926.

## Projekt i budowa
Okręty podwodne typu Clorinde zamówione zostały na podstawie programu rozbudowy floty francuskiej z 1909 roku. Jednostki zaprojektował inż. Julien Hutter, powiększając rozmiary stworzonego przez inż. Maxime’a Laubeufa projektu Brumaire.
Oba okręty zbudowane zostały w Arsenale w Rochefort. Stępki okrętów położono w listopadzie 1910 roku, zostały zwodowane w październiku 1913 roku, a do służby przyjęto je w latach 1916–1917. Jednostki otrzymały numery burtowe Q90 i Q91.
| Okręt            | Stocznia             | Początek budowy | Wodowanie            | Wejście do służby |
| ---------------- | -------------------- | --------------- | -------------------- | ----------------- |
| „Clorinde” (Q90) | Arsenal de Rochefort | listopad 1910   | 2 października 1913  | październik 1916  |
| „Cornélie” (Q91) | Arsenal de Rochefort | listopad 1910   | 29 października 1913 | wrzesień 1917     |

## Dane taktyczno–techniczne
Okręty podwodne typu Clorinde były średniej wielkości oceanicznymi okrętami podwodnymi o konstrukcji dwukadłubowej. Długość całkowita wynosiła 53,9 metra, szerokość 5,1 metra i zanurzenie 3,4 metra. Wyporność w położeniu nawodnym wynosiła 413 ton, a w zanurzeniu 567 ton. Okręty napędzane były na powierzchni przez dwa dwusuwowe silniki wysokoprężne MAN (wyprodukowane na licencji we francuskiej firmie Loire) o łącznej mocy 800 koni mechanicznych (KM). Napęd podwodny zapewniały dwa silniki elektryczne Nancy o łącznej mocy 700 KM. Dwuśrubowy układ napędowy pozwalał osiągnąć prędkość 13 węzłów na powierzchni i 9 węzłów w zanurzeniu. Zasięg wynosił 1300 Mm przy prędkości 10 węzłów w położeniu nawodnym oraz 100 Mm przy prędkości 5 węzłów pod wodą. Dopuszczalna głębokość zanurzenia wynosiła 40 metrów.
Okręty wyposażone były w osiem zewnętrznych wyrzutni torped kalibru 450 mm: dwie na dziobie oraz sześć systemu Drzewieckiego, z łącznym zapasem 8 torped. W 1917 roku na okrętach zamontowano działo pokładowe kal. 75 mm M1897 L/35.
Załoga pojedynczego okrętu składała się z 29 oficerów, podoficerów i marynarzy.

## Służba
Obie jednostki podczas wojny pełniły służbę na wodach kanału La Manche i Atlantyku. Okręty zostały skreślone z listy floty w 1926 roku.